# Anton Thraen

Anton Thraen

Carl Anton Thraen (* 17. Januar 1843 in Holungen (Thüringen); † 18. Dezember 1902 in Dingelstädt) war ein deutscher katholischer Priester und Amateurastronom. Nach ihm wurde 1989 der Hauptgürtel-Asteroid (4098) Thraen benannt.

## Leben
Er wurde am 17. Januar 1843 in Holungen geboren, als sechstes Kind von Josef Johann Thraen und Elisabeth geb. Rhode. Seine Mutter starb bereits 1846. Nach der Volksschule in Holungen maturierte Anton 1863 im Gymnasium Heiligenstadt und studierte danach Theologie an den Universitäten Münster (1863–1866) und Paderborn (1866–1868). Bereits in Münster belegte er auch mathematische und astronomische Vorlesungen und half in der Sternwarte mit.
Durch den Bekennerbischof Konrad Martin wurde er 1868 zum Priester geweiht, es folgten drei Kaplansjahre in der Pfarre St. Marien in Niederorschel (1871–1873) und weitere in St. Gertrud in Dingelstädt. Ab 1883 bis zu seinem Tode wirkte er dort als Pfarrer. Weil damals großer Priestermangel herrschte, hatte er einen schweren Dienst in der Seelsorge, trug aber selbstlos durch mildtätige Sammlungen zum Ausbau des Krankenhauses und der Pfarrkirche Dingelstädt bei.

## Tätigkeit als Astronom
In den Abend- und Nachtstunden beobachtete er oft mit seinem Fernrohr den Sternhimmel. Daneben leistete er viele Beiträge zur Bahnbestimmung von Kometen und Asteroiden, die in internationalen Fachzeitschriften veröffentlicht wurden. Auch nach seiner Erblindung auf dem linken Auge setzte er diese Arbeiten fort. Seine exakten Bahnberechnungen ermöglichten weitergehende Beobachtungen der jeweiligen Himmelskörper, und die Veröffentlichungen in den Astronomischen Nachrichten fand die Anerkennung der Fachkollegen.
Intensiv beobachtete er unter anderem den kurzperiodischen Kometen 14P/Wolf: 1884–1885 trug er 950 Beobachtungen bei, 1891–1892 ebenfalls 681 Beobachtungen, woraus er schließlich die dritte Wiederkehr dieses Kometen genau voraussagen konnte. 
Für den Kometen C/1885 X2 (Barnard) berechnete er eine Hyperbelbahn mit der Exzentrizität 1,000229, nach Rückwärtsrechnung der Bahnstörungen durch Jupiter und Saturn hingegen für 15. August 1884 1,000177, für 23. April 1883 1,000052 und 5. Oktober 1882 1,000002, woraus er eine ursprünglich zum Sonnensystem gehörige, langgestreckte Ellipse vermutete. Diese Vermutung konnte später durch andere Astronomen bestätigt werden.
Ferner berechnete Thraen die Bahnelemente und Ephemeriden der Kleinplaneten (442) und (443) Photographica. (442) erhielt schließlich vom Heidelberger Professor Max Wolf aufgrund des Vorschlages von Thraen den Namen „Eichsfeldia“, zumal Thraen dessen Bahnstörungen durch die großen Planeten berechnet hatte.
Der Staat Preußen ehrte den Priesterastronomen 1900 mit der Verleihung des Roten-Adlerordens IV. Klasse. Schon vorher trafen beim so erfolgreichen Liebhaber-Astronomen anerkennende Schreiben vieler Wissenschaftler von Weltruf ein. Persönlich lernte er erst 1902 bei der Göttinger Tagung der Astronomischen Gesellschaft viele dieser Astronomen kennen, mit denen er jahrelang nur brieflich Kontakt hatte. Im August des gleichen Jahres warf ihn ein unheilbares Leiden auf das Krankenlager. Er verstarb an seinem Magenleiden am 18. Dezember 1902.

## Nachwirken
An Thraens Elternhaus in Holungen wurde 1956 eine Ehrentafel angebracht. Die Stadt Dingelstädt und die Heimatgemeinde Holungen benannten jeweils eine Straße nach ihm. 

Freimut Börngen vom Karl-Schwarzschild-Observatorium Tautenberg schlug 1989 einem Ratschlag J. Dorschners folgend vor, den neu entdeckten Tautenburger Planetoiden Nr. 4098 mit dem Namen des Dingelstädter Pfarrers und Astronomen zu benennen. Der Hauptgürtelasteroid (4098) Thraen hat einen Durchmesser von etwa 9 km.